# Ray Whitney
Ray Whitney (* 8. května 1972, Fort Saskatchewan, Alberta, Kanada) je bývalý kanadský lední hokejista, který naposledy hrál za tým Dallas Stars v severoamerické National Hockey League.

## Hráčská kariéra

### Klubová kariéra
Jako junior hrával za Spokane Chiefs ve Western Hockey League, do NHL byl draftován v roce 1991 týmem San Jose Sharks. První utkání v NHL odehrál v ročníku 1991/1992, což byla pro San Jose první sezóna v nejslavnější hokejové soutěži. V ročníku 2011/2012 je posledním aktivním hokejistou z této sestavy San Jose. V NHL hrál později postupně za týmy Edmonton Oilers, Florida Panthers, Columbus Blue Jackets, Detroit Red Wings, Carolina Hurricanes a od sezóny 2010/2011 působí v Phoenixu. Nejlepší roky prožil v Carolině, kde v roce 2006 slavil zisk Stanley Cupu. Byl považován ze jednoho z nejvíce nedoceněných hokejistů, přestože se jeho hra vyznačovala vysokou produktivitou, zejména v posledních letech kariéry. 31. března 2012 zaznamenal svůj tisící bod v NHL a stal se 79. hráčem, který této mety dosáhl.

### Reprezentace
Za Kanadu hrál poprvé na mistrovství světa v roce 1999 bez medailového úspěchu, stejně jako o rok později. Na šampionátu v roce 2010 plnil po zranění Ryana Smytha funkci kapitána.

## Úspěchy a ocenění
Týmové
- vítěz Stanley Cupu 2006

Individuální
- Účast v NHL All-Star Game 2000, 2003

## Klubové statistiky
| Sezona     | Klub                    | Soutěž     | Základní část | Základní část | Základní část | Základní část | Základní část | Play off | Play off | Play off | Play off | Play off |
| Sezona     | Klub                    | Soutěž     | Z             | G             | A             | B             | TM            | Z        | G        | A        | B        | TM       |
| ---------- | ----------------------- | ---------- | ------------- | ------------- | ------------- | ------------- | ------------- | -------- | -------- | -------- | -------- | -------- |
| 1988/89    | Spokane Chiefs          | WHL        | 71            | 17            | 33            | 50            | 16            | –        | –        | –        | –        | –        |
| 1989/90    | Spokane Chiefs          | WHL        | 71            | 57            | 56            | 113           | 50            | 6        | 3        | 4        | 7        | 6        |
| 1990/91    | Spokane Chiefs          | WHL        | 72            | 67            | 118           | 185           | 36            | 15       | 13       | 18       | 31       | 12       |
| 1991/92    | Kölner Haie             | DEL        | 10            | 3             | 6             | 9             | 4             | –        | –        | –        | –        | –        |
| 1991/92    | San Diego Gulls         | IHL        | 63            | 36            | 54            | 90            | 12            | 4        | 0        | 0        | 0        | 0        |
| 1991/92    | San Jose Sharks         | NHL        | 2             | 0             | 3             | 3             | 0             | –        | –        | –        | –        | –        |
| 1992/93    | Kansas City Blades      | IHL        | 46            | 20            | 33            | 53            | 14            | 12       | 5        | 7        | 12       | 2        |
| 1992/93    | San Jose Sharks         | NHL        | 26            | 4             | 6             | 10            | 4             | –        | –        | –        | –        | –        |
| 1993/94    | San Jose Sharks         | NHL        | 61            | 14            | 26            | 40            | 14            | 14       | 0        | 4        | 4        | 8        |
| 1994/95    | San Jose Sharks         | NHL        | 39            | 13            | 12            | 25            | 14            | 11       | 4        | 4        | 8        | 2        |
| 1995/96    | San Jose Sharks         | NHL        | 60            | 17            | 24            | 41            | 16            | –        | –        | –        | –        | –        |
| 1996/97    | San Jose Sharks         | NHL        | 12            | 0             | 2             | 2             | 4             | –        | –        | –        | –        | –        |
| 1996/97    | Kentucky Thoroughblades | AHL        | 9             | 1             | 7             | 8             | 2             | –        | –        | –        | –        | –        |
| 1996/97    | Utah Grizzlies          | IHL        | 43            | 13            | 35            | 48            | 34            | 7        | 3        | 1        | 4        | 6        |
| 1997/98    | Edmonton Oilers         | NHL        | 9             | 1             | 3             | 4             | 0             | –        | –        | –        | –        | –        |
| 1997/98    | Florida Panthers        | NHL        | 68            | 32            | 29            | 61            | 28            | –        | –        | –        | –        | –        |
| 1998/99    | Florida Panthers        | NHL        | 81            | 26            | 38            | 64            | 18            | –        | –        | –        | –        | –        |
| 1999/00    | Florida Panthers        | NHL        | 81            | 29            | 42            | 71            | 35            | 4        | 1        | 0        | 1        | 4        |
| 2000/01    | Florida Panthers        | NHL        | 43            | 10            | 21            | 31            | 28            | –        | –        | –        | –        | –        |
| 2000/01    | Columbus Blue Jackets   | NHL        | 3             | 0             | 3             | 3             | 2             | –        | –        | –        | –        | –        |
| 2001/02    | Columbus Blue Jackets   | NHL        | 67            | 21            | 40            | 61            | 12            | –        | –        | –        | –        | –        |
| 2002/03    | Columbus Blue Jackets   | NHL        | 81            | 24            | 52            | 76            | 22            | –        | –        | –        | –        | –        |
| 2003/04    | Detroit Red Wings       | NHL        | 67            | 14            | 29            | 43            | 22            | 12       | 1        | 3        | 4        | 4        |
| 2005/06    | Carolina Hurricanes     | NHL        | 63            | 17            | 38            | 55            | 42            | 24       | 9        | 6        | 15       | 14       |
| 2006/07    | Carolina Hurricanes     | NHL        | 81            | 32            | 51            | 83            | 46            | –        | –        | –        | –        | –        |
| 2007/08    | Carolina Hurricanes     | NHL        | 66            | 25            | 36            | 61            | 30            | –        | –        | –        | –        | –        |
| 2008/09    | Carolina Hurricanes     | NHL        | 82            | 24            | 53            | 77            | 32            | 18       | 3        | 8        | 11       | 4        |
| 2009/10    | Carolina Hurricanes     | NHL        | 80            | 21            | 37            | 58            | 26            | –        | –        | –        | –        | –        |
| 2010/11    | Phoenix Coyotes         | NHL        | 75            | 17            | 40            | 57            | 24            | 4        | 1        | 2        | 3        | 2        |
| 2011/12    | Phoenix Coyotes         | NHL        | 82            | 24            | 53            | 77            | 28            | 16       | 2        | 5        | 7        | 10       |
| 2012/13    | Dallas Stars            | NHL        | 32            | 11            | 18            | 29            | 4             | –        | –        | –        | –        | –        |
| 2013/14    | Dallas Stars            | NHL        | 69            | 9             | 23            | 32            | 14            | 5        | 0        | 0        | 0        | 0        |
| WHL celkem | WHL celkem              | WHL celkem | 214           | 141           | 207           | 348           | 102           | 21       | 16       | 22       | 38       | 18       |
| NHL celkem | NHL celkem              | NHL celkem | 1330          | 385           | 679           | 1064          | 465           | 108      | 21       | 32       | 53       | 48       |